# خط طول 61° غرب
خط طول 61° غرب هو أحد خطوط الطول الجغرافية، والتي تمتد من القطب الشمالي الجغرافي إلى القطب الجنوبي الجغرافي، وحسب التحويل الزمني يتأخر خط طول 61° غرب عن خط غرينتش بـ4 ساعات و4 دقائق.

## من القطب إلى القطب
ينطلق خط طول 61° غرب من القطب الشمالي نحو القطب الجنوبي مرورا بالمناطق التي ترد في الجدول التالي:
| الإحداثيات                         | البلد أو الإقليم أو البحر | ملاحظات |
| ---------------------------------- | ------------------------- | --- |
| 90°0′N 61°0′W / 90.000°N 61.000°W  | المحيط المتجمد الشمالي    | مرورا بشرق جزيرة إليسمير، نونافوت, كندا (في 82°21′N 61°7′W / 82.350°N 61.117°W) |
| 83°26′N 61°0′W / 83.433°N 61.000°W | بحر لنكولن                | |
| 81°50′N 61°0′W / 81.833°N 61.000°W | جرينلاند                  | |
| 76°3′N 61°0′W / 76.050°N 61.000°W  | خليج بافن                 | |
| 70°0′N 61°0′W / 70.000°N 61.000°W  | مضيق دافيس                | مرورا بشرق بافن (جزيرة)، نونافوت, كندا (في 66°37′N 61°15′W / 66.617°N 61.250°W) |
| 60°0′N 61°0′W / 60.000°N 61.000°W  | المحيط الأطلسي            | بحر لبرادور |
| 56°7′N 61°0′W / 56.117°N 61.000°W  | كندا                      | نيوفاوندلاند واللابرادور — لابرادور كيبك — من 52°0′N 61°0′W / 52.000°N 61.000°W |
| 50°12′N 61°0′W / 50.200°N 61.000°W | خليج سانت لورنس           | |
| 46°39′N 61°0′W / 46.650°N 61.000°W | كندا                      | نوفا سكوشا — جزيرة كيب بريتون وIsle Madame |
| 45°30′N 61°0′W / 45.500°N 61.000°W | Chedabucto Bay            | |
| 45°20′N 61°0′W / 45.333°N 61.000°W | كندا                      | نوفا سكوشا |
| 45°16′N 61°0′W / 45.267°N 61.000°W | المحيط الأطلسي            | مرورا بشرق the جزيرة لا ديزيراد، غوادلوب, فرنسا (في 16°20′N 61°0′W / 16.333°N 61.000°W) · مرورا بشرق the جزيرة ماري غالانتي [لغات أخرى]‏, غوادلوب, فرنسا (في 15°56′N 61°11′W / 15.933°N 61.183°W) · مرورا بشرق the جزيرة دومينيكا (في 15°19′N 61°15′W / 15.317°N 61.250°W)                             |
| 14°48′N 61°0′W / 14.800°N 61.000°W | فرنسا                     | مارتينيك |
| 14°28′N 61°0′W / 14.467°N 61.000°W | المحيط الأطلسي            | Saint Lucia Channel |
| 14°1′N 61°0′W / 14.017°N 61.000°W  | سانت لوسيا                | |
| 13°45′N 61°0′W / 13.750°N 61.000°W | المحيط الأطلسي            | مرورا بشرق the جزيرة سانت فينسنت, سانت فينسنت والغرينادين (في 13°17′N 61°7′W / 13.283°N 61.117°W) · مرورا بشرق the جزيرة Baliceaux, سانت فينسنت والغرينادين (في 12°57′N 61°7′W / 12.950°N 61.117°W) · مرورا بشرق the جزيرة Mustique, سانت فينسنت والغرينادين (في 12°53′N 61°10′W / 12.883°N 61.167°W) |
| 10°50′N 61°0′W / 10.833°N 61.000°W | ترينيداد وتوباغو          | جزيرة ترينيداد |
| 10°42′N 61°0′W / 10.700°N 61.000°W | المحيط الأطلسي            | |
| 10°21′N 61°0′W / 10.350°N 61.000°W | ترينيداد وتوباغو          | جزيرة ترينيداد |
| 10°8′N 61°0′W / 10.133°N 61.000°W  | المحيط الأطلسي            | |
| 9°33′N 61°0′W / 9.550°N 61.000°W   | فنزويلا                   | |
| 6°44′N 61°0′W / 6.733°N 61.000°W   | غيانا                     | Territory تملكه فنزويلا |
| 5°31′N 61°0′W / 5.517°N 61.000°W   | فنزويلا                   | |
| 4°31′N 61°0′W / 4.517°N 61.000°W   | البرازيل                  | رورايما الأمازون (ولاية) — من 0°33′S 61°0′W / 0.550°S 61.000°W ماتو غروسو — من 8°46′S 61°0′W / 8.767°S 61.000°W روندونيا — من 10°59′S 61°0′W / 10.983°S 61.000°W |
| 13°32′S 61°0′W / 13.533°S 61.000°W | بوليفيا                   | |
| 19°31′S 61°0′W / 19.517°S 61.000°W | باراغواي                  | |
| 23°47′S 61°0′W / 23.783°S 61.000°W | الأرجنتين                 | |
| 38°59′S 61°0′W / 38.983°S 61.000°W | المحيط الأطلسي            | |
| 51°47′S 61°0′W / 51.783°S 61.000°W | جزر فوكلاند               | Weddell Island وجزيرة فوكلاند الغربية — تملكه الأرجنتين |
| 52°4′S 61°0′W / 52.067°S 61.000°W  | المحيط الأطلسي            | |
| 60°0′S 61°0′W / 60.000°S 61.000°W  | المحيط الجنوبي            | |
| 62°37′S 61°0′W / 62.617°S 61.000°W | جزر جنوب شيتلاند          | جزيرة ليفينغستون — المطالب الإقليمية بالقارة القطبية الجنوبية by الأرجنتين, تشيلي و المملكة المتحدة |
| 62°40′S 61°0′W / 62.667°S 61.000°W | المحيط الجنوبي            | مرورا بغرب Trinity Island |
| 64°3′S 61°0′W / 64.050°S 61.000°W  | القارة القطبية الجنوبية   | شبه الجزيرة القطبية الجنوبية — المطالب الإقليمية بالقارة القطبية الجنوبية by الأرجنتين, تشيلي و المملكة المتحدة |
| 74°31′S 61°0′W / 74.517°S 61.000°W | المحيط الجنوبي            | بحر ودل |
| 75°8′S 61°0′W / 75.133°S 61.000°W  | القارة القطبية الجنوبية   | Territory المطالب الإقليمية بالقارة القطبية الجنوبية by الأرجنتين, تشيلي و المملكة المتحدة |